# Ladyhawke (película)
Ladyhawke (titulada Lady Halcón en España y conocida en Hispanoamérica como El hechizo del halcón, El hechizo de Aquila o La dama halcón) es una película de fantasía, romance y aventura dirigida por Richard Donner. Está protagonizada por Matthew Broderick, Rutger Hauer y Michelle Pfeiffer. Relata la historia de un amor trágico entre dos personas que no pueden estar juntas a causa de un terrible hechizo del obispo que vive en Aquila, pero con ayuda de un ladrón, Phillipe Gastón, harán todo lo posible para volver a estar juntos.

## Argumento
Phillipe Gastón (Matthew Broderick), un ladrón y carterista conocido como "Gastón el Ratón" por su habilidad para huir, escapa de la mazmorra de Aquila y mandan soldados a recapturarlo dirigidos por Marquet (Ken Hutchison), el capitán de la guardia. Mientras Phillipe huye se encuentra al excapitán Etienne de Navarra (Rutger Hauer), que tiene un halcón como mascota. Navarra hasta hace algunos años era el líder de las fuerzas de Aquila y su más formidable guerrero, pero actualmente es un renegado. Él ayuda a Phillipe a escapar de los soldados y se internan en el bosque. Por la noche Phillipe va a buscar leña y comida, y cuando regresa al campamento se da cuenta de que Navarra ya no está; en su lugar encuentra a un lobo negro y a una hermosa mujer (Michelle Pfeiffer). A la mañana siguiente Phillipe piensa que todo lo que pasó la noche anterior fue un sueño, pero decide contárselo al capitán, que ha regresado con su halcón. Mientras tanto el capitán Marquet vuelve a Aquila y le cuenta al obispo (John Wood) que Navarra ha regresado. El obispo ordena a su capitán que maten al guerrero pero que capturen el halcón sin hacerle daño.
Ese día, Navarra explica a Phillipe que cada joya en su espada fue engarzada después que alguno de sus antepasados llevara a cabo alguna hazaña noble; en el caso de Navarra desea que la suya sea matar al corrupto obispo de Aquila, de quien desea vengarse por ser el instigador de sus desgracias. Phillipe, quien no desea ponerse en peligro, decide dejarlo para seguir su propio camino, pero Navarra se lo impide amarrándolo a un árbol ya que el muchacho es la única persona que ha logrado fugarse de Aquila y por lo tanto le puede ayudar a entrar. Cuando llega la noche, Phillipe encuentra otra vez a la mujer hermosa que había visto la noche anterior y le pide que lo desate alegando que fue capturado por los enemigos de Navarra, a lo cual ella accede, y luego Phillipe huye.
A la mañana siguiente, Phillipe se oculta de Navarra, pero es sorprendido por los soldados de L'Aquila, quienes lo interrogan por el paradero del capitán para tenderle una emboscada, y durante esa batalla el halcón es herido gravemente con una flecha. Navarra, preocupado porque se acerca la noche, entrega el ave a Phillipe y lo envía a una iglesia en ruinas, donde encontrará a un monje llamado Imperius (Leo McKern), para que salve al halcón. Cuando llega a la iglesia, Phillipe le dice al sacerdote que el capitán Navarra lo mandó para que cure al halcón. Al oír que el ave está herida, Imperius, que es un monje alcohólico y despreocupado, se muestra tan asustado como el mismo Navarra y se dispone a hacer todo lo posible por salvarlo. Al anochecer, el monje encierra al halcón en una habitación mientras va por las medicinas; mientras esto pasa, Phillipe fuerza la cerradura y en vez de encontrar al halcón se encuentra con la hermosa mujer herida con la misma flecha. Imperius rápidamente lo saca de la habitación y comienza a tratar su herida. 
Por la noche, Imperius relata a Phillipe la historia de la hija del conde d'Anjou, llamada Isabeau d'Anjou, y de Navarra cuando vivían en Aquila y se enamoraron profundamente. En esa época Imperius era el confidente de ambos y gracias a su ayuda pudieron declarase y comenzar una relación; pero también había una tercera persona que amaba a Isabeau, el obispo de Aquila, quien desconocía el romance secreto de Isabeau y Navarra. Cuando Isabeau se da cuenta de la perversidad del obispo, lo rechaza y decide fugarse con Navarra. Imperius reconoce que todo lo que sucede es su culpa, ya que estando ebrio reveló al obispo el secreto de la pareja. El obispo, al saberlo, hizo un pacto con el demonio arrojando un terrible hechizo sobre Navarra e Isabeau para que jamás estuvieran juntos. A partir de entonces, durante la noche Isabeau es una mujer y Navarra un lobo negro, mientras que de día ella es un halcón y él un hombre.
Paralelamente, el obispo contrata a un cazador llamado Cezar (Alfred Molina), a quien ordena matar a un lobo negro que sale por las noches, y para identificarlo necesitaba encontrar una hermosa mujer llamada Isabeau ya que el lobo siempre rondaba cerca de ella.
Durante la recuperación de Isabeau, Phillipe crea una fuerte amistad con ella e Imperius, quien al enterarse de las intenciones de Navarra de asesinar al Obispo le señala que deben evitarlo o la maldición será irreversible. Sorpresivamente llegan los soldados de Aquila buscando a Phillipe y a Isabeau, mientras Imperius los trata de distraer ambos escapan a la torre más alta, en donde Isabeau se resbala pero antes que toque el suelo amanece y se convierte en halcón. Mientras los soldados tratan de matar a Phillipe, llega Navarra y lo salva.
Navarra agradece a Imperius por salvar a Isabeau pero todavía le guarda rencor por lo que había hecho, Imperius, mientras tanto, intenta hacerlo recapacitar para que no asesine al Obispo. Después de delatarlos el monje buscó la forma de redimir su falta y en una revelación divina le fue entregada la forma de romper el hechizo: en un día sin una noche y una noche sin un día ambos podrán ser humanos por un breve tiempo, si durante este momento logran que el Obispo mire primero a uno, después al otro y finalmente a ambos la maldición se romperá. Navarra, obsesionado con su venganza, no le cree y se pone en marcha a Aquila junto con Phillipe, quien en secreto le dice a Imperius que los siga.
Cuando Navarra y Phillipe llegan a una posada, Navarra se interna en el bosque para convertirse en lobo y Phillipe se va a un establo en donde encuentra ropa para Isabeau, cuando termina de cambiarse, ya transformada como mujer, deciden ir a beber a la posada, pero antes de llegar, encuentran a Cezar con unos lobos muertos quien comprende que esa mujer era Isabeau por lo que se interna en el bosque a cazar al lobo negro. Isabeau y Phillipe siguen a Cezar y cuando este intenta atrapar a Navarra la mujer lo empuja a una trampa de lobos donde muere mientras el lobo escapa.

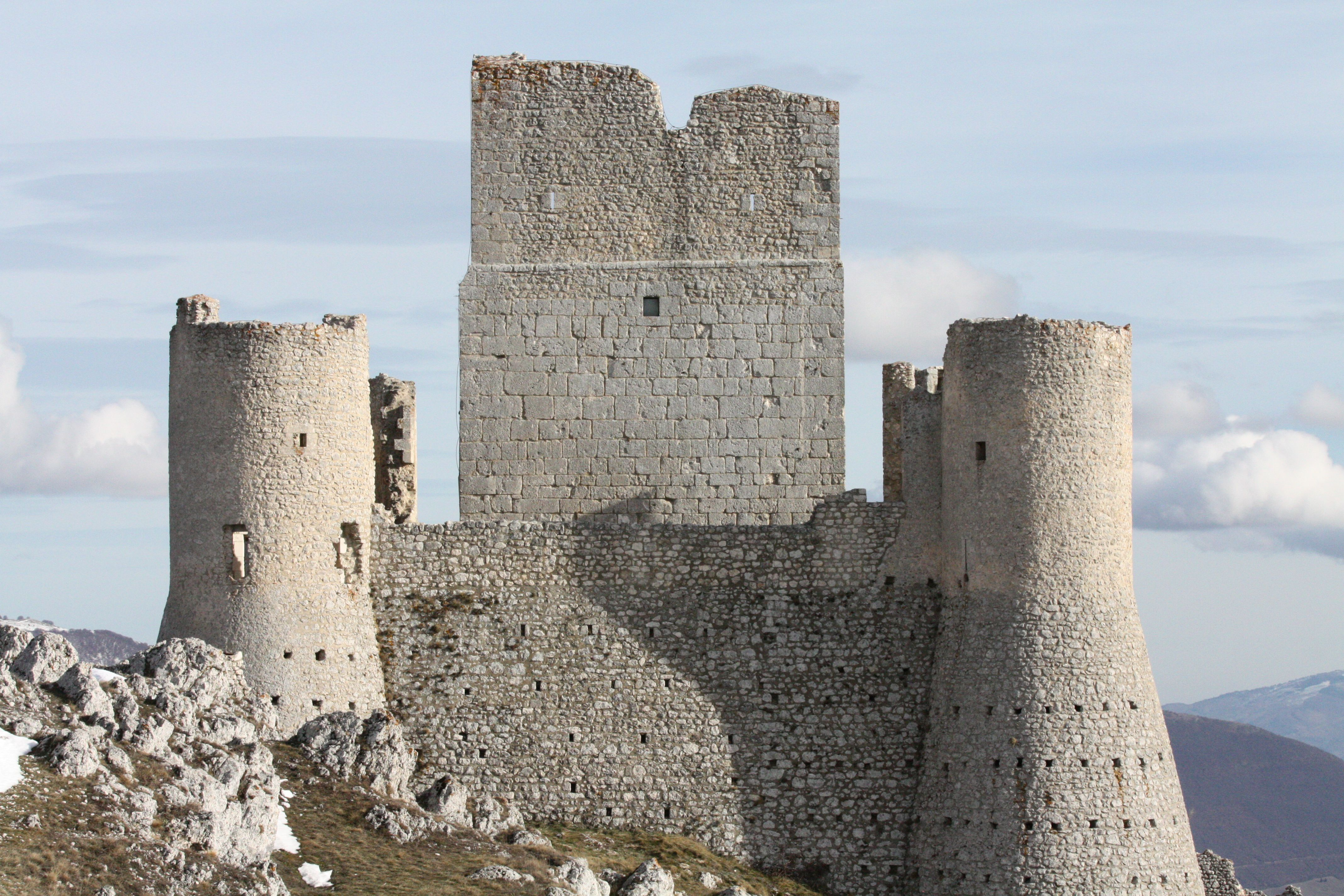
Rocca Calascio donde habitaba el monje Imperius.

Al día siguiente, Navarra está preparando la comida cuando Phillipe despierta y el halcón en vez de ir con Navarra va con él, lo cual le da envidia a Navarra. Cuando siguieron avanzando, Imperius los alcanza y le dice a Navarra que no vaya a Aquila hasta el día que había predicho, pero Navarra sigue sin escucharlo y le ordena quedarse ahí junto con Phillipe. Esa noche, Phillipe e Imperius encuentran a Isabeau y le hablan sobre un plan que habían ideado para detenerlo. Imperius y Phillipe cavan un hoyo donde atraparlo mientras Isabeau llama a Navarra pero antes que llegue con ella se rompe el hielo del río congelado sobre el que caminaba cayendo al caudal de donde Phillipe lo rescata tras mucho peligro. Tras rescatar a Navarra, cuando el primer rayo de sol les da, logran ambos verse como humanos por un instante antes que Isabeau se convierta en halcón. Luego, Phillipe e Imperius le cuentan a Navarra lo sucedido unas horas antes, y él les enseña a hacer una trampa para lobos para que puedan entrar a Aquila en la noche.
Tras lograr entrar fingiendo llevar el lobo como regalo al Obispo, Phillipe se cuela por donde se había escapado antes y llega a la iglesia de Aquila en donde iba a presidir una ceremonia el Obispo, para preparar la llegada de Navarra. Antes de salir combatir, Navarra advierte a Imperius que si oye las campanas anunciar el final de la misa significa que falló, el Obispo aun vive y él ha muerto por lo que lo obliga a jurar que matará a Isabeau para no condenarla a vivir maldita. Navarra logra entrar a la iglesia con ayuda de Phillipe y mientras enfrenta a Marquet y sus hombres descubre que ha comenzado un eclipse comprendiendo que es éste el "día sin noche y la noche sin día" de la revelación por lo que trata por todos los medios de evitar que hagan sonar las campanas pero, aunque logra matar a Marquet, fracasa cuando un soldado logra subir al campanario. 
Dando por muerta a Isabeau decide asesinar al Obispo pero justo antes de hacerlo ella aparece en la iglesia en su forma humana ya que Imperius no fue capaz de matarla; Navarra obliga al obispo a mirar a cada uno y luego a ambos rompiendo así la maldición; el Obispo trata de asesinar a Isabeau pero Navarra lo empala con su espada. Ya por fin muerto el Obispo, Navarra e Isabeau están juntos otra vez y le dan gracias a Imperius y a Phillipe por haberlos ayudado.

## Reparto
| Actor             | Personaje          | Notas                                                               |
| ----------------- | ------------------ | ------------------------------------------------------------------- |
| Matthew Broderick | Phillipe Gaston    | un joven ladrón conocido como "El Ratón".                           |
| Rutger Hauer      | Etienne de Navarra | el excapitán de la Guardia de Aquila que es cazado por el obispo.   |
| Michelle Pfeiffer | Isabeau de Anjou   | una mujer perseguida por el obispo y que está enamorada de Navarra. |
| Leo McKern        | Imperius           | un viejo monje que vive en un castillo en ruinas.                   |
| John Wood         | Obispo de Aquila   | obsesionado con matar a Navarra y capturar a Isabeau.               |
| Ken Hutchison     | Capitán Marquet    | el actual Capitán de la Guardia.                                    |
| Alfred Molina     | Cezar              | un cazador de lobos que sirve al obispo.                            |
| Giancarlo Prete   | Fornac             | guardia de mayor rango.                                             |
| Loris Loddi       | Jehan              | guardia de menor rango.                                             |

## Localizaciones de la película

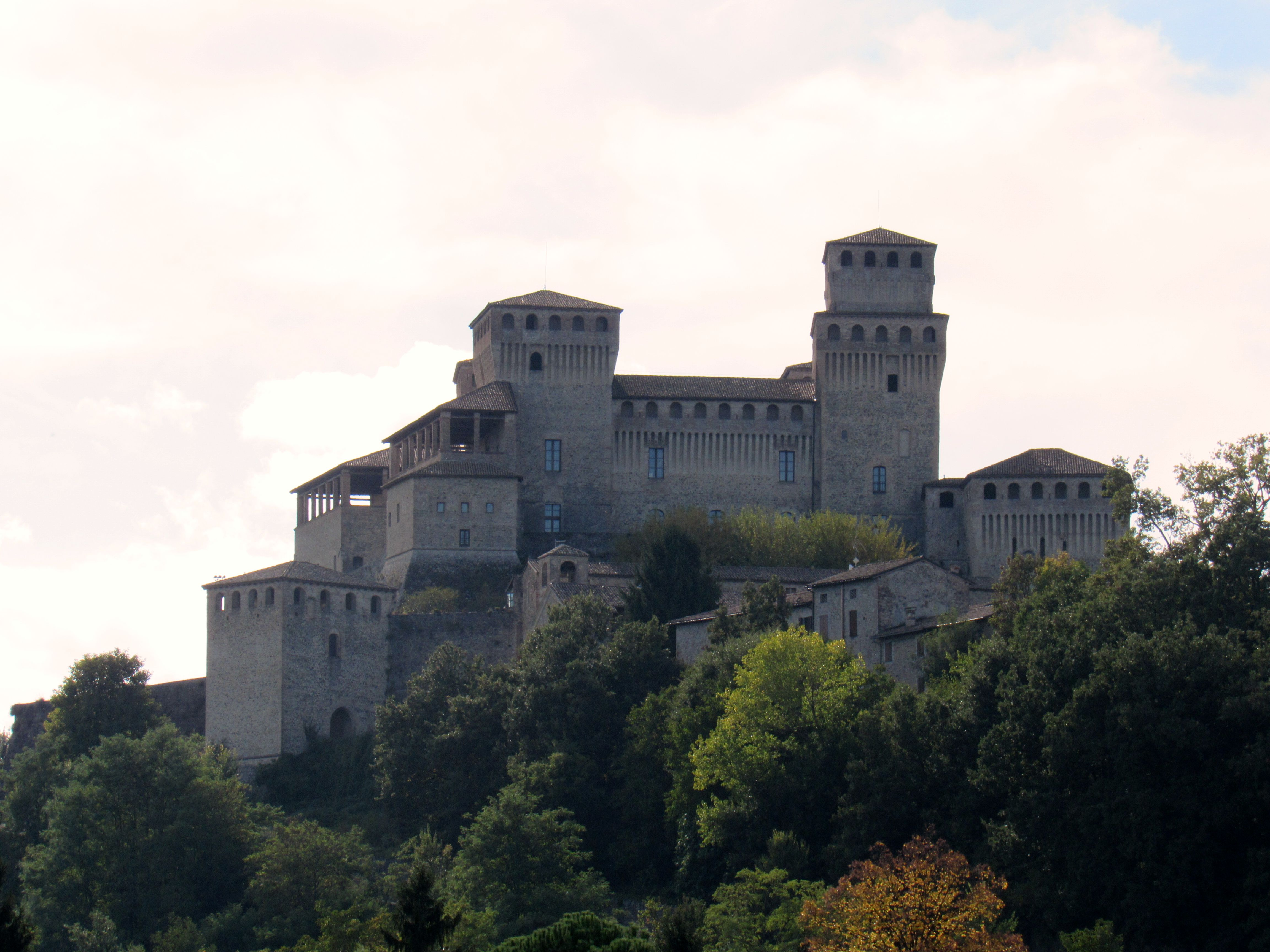
Torrechiara (Parma), el castillo de la película.

Ladyhawke fue filmada en Italia, y coinciden en buena medida las localizaciones con el lugar donde se sitúa la acción. La pradera alpina de Campo Imperatore en L'Aquila, capital de Abruzzo sirvió como un lugar prominente para los exteriores de la película, mientras que la escena del monje fue filmada en Rocca Calascio, una fortaleza en ruinas en la cima de una montaña de la misma ciudad.
En la región de Emilia-Romagna se filmó el pueblo de Castell'Arquato en Piacenza y en el castillo de Torrechiara en Parma (el castillo de la película). Otras localidades italianas utilizados son Soncino en la región de Lombardía, Belluno, en la región del Véneto y la región del Lacio alrededor de Viterbo.

## Banda sonora
Cuando Richard Donner se encontraba viajando por Europa buscando escenarios y localizaciones posibles para la película, su ayudante ponía música del grupo The Alan Parsons Project, a la que era muy aficionado. Enseguida se dio cuenta de que esa era el tipo de música que quería para la producción.
Richard Donner se puso en contacto con Alan Parsons para que realizase la banda sonora, pero declinó la oferta en Andrew Powell (habitual director de orquesta de la banda) pues se encontraba muy ocupado con otros temas.
Powell aceptó y enseguida reunió a los miembros más significativos de la banda con los que se grabó toda la música. Podríamos decir que en realidad The Alan Parsons Project fue la banda que realizó todo el trabajo, a excepción de Eric Woolfson, que no participó, y Alan Parsons que solamente se dedicó a las tareas de ingeniero de sonido (lo que es realmente) y a la producción.

## Recepción
Pese a su fracaso taquillero en Estados Unidos, la película tuvo bastante éxito en el resto del mundo y, con el tiempo,incluso fue considerada una película de culto de los 80.